# 北滩岛镇
北滩岛镇是德国石勒苏益格－荷尔斯泰因州的一个市镇。总面积57.21平方公里，总人口2196人，其中男性1071人，女性1125人（2011年12月31日），人口密度38人/平方公里。